# Puquina
Puquina, grupa plemena američkih Indijanaca koji po jednoj klasifikaciji čine samostalnu porodicu čiji su članovi Puquina i Callahuaya (. Područje naseljenosti Puquina uključuje bazen jezera Titicaca i Poopo, te slanu pustinju Salar de Uyuni na Bolivijskom Platou, uključujući i obližnju obalu Perua i Čilea od 16° do 22° širine.  Unutar toga područja žive u raštrkanim grupama među plemenima Aymara. Rivet smatra da Puquina i Uru Indijanci s jezera Titicaca čine staru populaciju najzapadnijih Arawaka. 